# كياثون تقريبي
كياثون تقريبي (الاسم العلمي: Cyathea approximata) هو نوع من النباتات يتبع جنس الكياثون من الفصيلة الكياثونية.